# Sempervivum dolomiticum
Sempervivum dolomiticum är en fetbladsväxtart som beskrevs av Facch.. Sempervivum dolomiticum ingår i släktet taklökar, och familjen fetbladsväxter. Inga underarter finns listade i Catalogue of Life.

## Bildgalleri

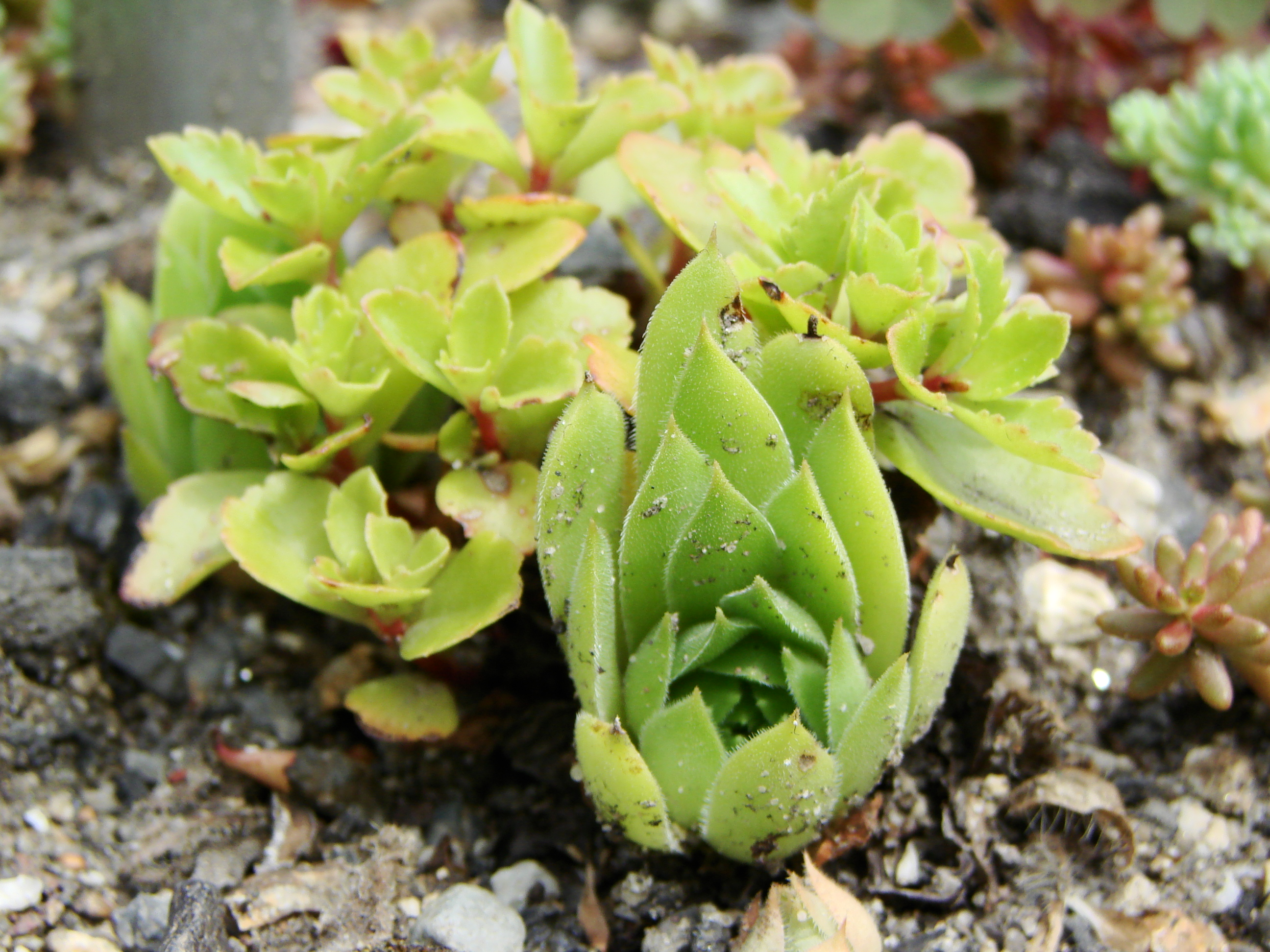